# Dannelbourg
Dannelbourg település Franciaországban, Moselle megyében. Lakosainak száma 506 fő (2022. január 1.). Dannelbourg Henridorff, Lutzelbourg, Mittelbronn és Phalsbourg községekkel határos.

## Népesség
A település népességének változása:
| Lakosok száma | 346  | 393  | 445  | 463  | 492  | 496  | 500  | 497  | 496  | 506  |
|               | 1968 | 1982 | 1990 | 2006 | 2013 | 2015 | 2017 | 2019 | 2020 | 2022 |